# Програма діяльності Кабінету Міністрів України
Програма діяльності Кабінету Міністрів України — нормативно-правовий акт, що схвалюється постановою Верховної Ради України. Вона базується на узгоджених політичних позиціях і програмних завданнях коаліції депутатських фракцій у Верховній Раді України.

## Прийняття та реалізація
Проєкт Програми розробляється та затверджується Кабінетом Міністрів України.
Розгляд і прийняття рішення щодо схвалення Програми діяльності Кабінету Міністрів України віднесені до повноважень Верховної Ради України.
Програма подається до Верховної Ради України новопризначеним Прем'єр-міністром України разом із поданням про посадовий і персональний склад Кабінету Міністрів України. Вона розглядається Верховною Радою України невідкладно після складення присяги членами новосформованого Кабінету Міністрів України та набуття ним повноважень. 
Стаття 11 Закону України «Про Кабінет Міністрів України» визначає основні повноваження Кабінету Міністрів України щодо формування Програми діяльності Кабінету Міністрів України:
- Програма базується на узгоджених політичних позиціях та програмних завданнях коаліції парламентських депутатських фракцій;
- Програма подається до Верховної Ради України Прем’єр-міністром України у строк до одного місяця з дня формування Уряду;
- Прем’єр-міністр особисто представляє Програму діяльності Кабінету Міністрів України на пленарному засіданні парламенту та відповідає на запитання народних депутатів;
- Програма діяльності Уряду вважається схваленою, якщо за неї проголосувала більшість від конституційного складу парламенту. Рішення про її схвалення приймається у формі постанови Верховної Ради України;
- Верховна Рада України може надати Уряду можливість доопрацювати Програму діяльності Кабінету Міністрів України. Повторний розгляд Програми діяльності Верховною Радою України проводиться не пізніше ніж на п’ятнадцятий день після прийняття такого рішення.[2]

Прем'єр-міністр України спрямовує роботу Кабінету Міністрів України на виконання Програми діяльності Кабінету Міністрів України. Перший віце-прем'єр-міністр і віце-прем'єр-міністри України згідно з розподілом повноважень забезпечують виконання Програми у відповідних напрямах діяльності, кожний Міністр України також забезпечує виконання Програми.
Протягом року після схвалення Програми діяльності Кабінету Міністрів України Верховна Рада України не може розглядати питання про відповідальність уряду та прийняття резолюції недовіри йому.

## Програми діяльності (їхні проєкти) українських урядів

### Уряд Анатолія Кінаха
- Програма діяльності Кабінету Міністрів України (її проєкт) був затверджений Постановою Кабінету Міністрів України від 5 червня 2002 р. № 779.

### Перший уряд Віктора Януковича
- «Відкритість, дієвість, результативність», Програма, схвалена Постановою Верховної Ради України від 17 квітня 2003 р. № 729-IV.
- «Послідовність. Ефективність. Відповідальність», Програма, схвалена Постановою Верховної Ради України від 16 березня 2004 р. № 1602-IV та скасована Постановою Верховної Ради України від 1 грудня 2004 р. № 2215-IV.

### Перший уряд Юлії Тимошенко
- «Назустріч людям», Програма, схвалена Постановою Верховної Ради України від 4 лютого 2005 р. № 2426-IV, її проєкт затверджений Постановою Кабінету Міністрів від 4 лютого 2005 р. № 115; Постановою Кабінету Міністрів від 6 травня 2005 р. № 324 був затверджений план заходів на виконання у 2005 році Програми.

### Другий уряд Юлії Тимошенко
- «Український прорив: для людей, а не політиків», проєкт Програми, затверджений Постановою Кабінету Міністрів України від 16 січня 2008 р. № 14; проєкт Постанови Верховної Ради про її схвалення був внесений 17 січня 2008 р.; на зміну цьому проєктові був запропонований наступний.
- «Подолання впливу світової фінансово-економічної кризи та поступальний розвиток», проєкт Програми, затверджений Постановою Кабінету Міністрів України від 20 грудня 2008 р. № 1107; проєкт Постанови Верховної Ради про її схвалення був внесений 23 грудня 2008 р.

### Уряд Арсенія Яценюка
Верховна Рада України схвалила Програму діяльності Кабінету Міністрів України постановою від 27 лютого 2014 року № 799-VII

### Уряд Володимира Гройсмана
Верховна Рада України схвалила Програму діяльності Кабінету Міністрів України постановою від 14 квітня 2016 року № 1099-VIII

### Уряд Олексія Гончарука
Верховна Рада України схвалила Програму діяльності Кабінету Міністрів України постановою від 4 жовтня 2019 року № 188-IX